# Коржев, Виталий Георгиевич
Виталий Георгиевич Коржев (28 октября 1934 — 27 июня 1996) — советский литературный критик, зав. отделом критики журнала «Сибирские огни».

## Биография
Родился в 1934 году в селе Петропавловском Павинского района Костромской области, из крестьян.
Окончив школу с золотой медалью, в 1950-х годах поступил на филологический факультет МГУ.
По окончании вуза по распределению был направлен в Сибирь — преподавал латынь и зарубежную литературу в вузах Барнаула и Новосибирска.
С 1960 года работал в Новосибирске в журнале «Сибирские огни», где впоследствии заведовал отделом критики.
Член Союза писателей СССР.
Умер в 1996 году в Новосибирске. Похоронен на Гусинобродском кладбище (квартал 62).

## Труды
Несколько десятилетий своей творческой деятельности он оставался, по сути, единственным серьёзным критиком поэзии в Сибири, пишущим именно о сибирских поэтах.
Печатался с 1958 года, автор статей, обзоров, рецензий в журнале «Сибирские огни», газетах «Советская Сибирь», «Вечерний Новосибирск», «Советский воин», «Алтайская правда».
Один из авторов фундаментального академического труда «Очерки русской литературы Сибири» (Новосибирск: Наука, 1982).
Автор предисловий к книгам стихов Ивана Ветлугина (1967), сборнику «Поэты 20—30-х годов» (1965).
Автор литературно-критических книг вышедших в Новосибирске в Западно-Сибирском книжном издательстве:
- На поэтических орбитах, 1969. — 135 с.
- Иосиф Уткин, 1971. — 59 с.
- Эстафета, 1975. — 159 с.
- Николай Перевалов, 1978. — 64 с.
- Казимир Лисовский, 1980. — 66 с.
- Родина и долг: Книга о поэтах, 1982. — 192 с.
- Под высоким накалом эпохи: статьи о поэтах-сибиряках, 1984. — 240 с.
- Леонид Решетников, 1987. — 88 с.